# Iraqite-(La)
L'iraqite-(La) è un minerale appartenente al gruppo della steacyite.